# Línea 191 (Montevideo)
La línea 191  de la red de transporte urbano de Montevideo une la terminal Ciudadela con la terminal de Punta Carretas. 

## Características
La ida es Punta Carretas y la vuelta Ciudadela pero solamente en las primeras salidas de los días hábiles hasta las diez de la mañana. Durante el resto del día de los días hábiles y los fines de semana, el recorrido es Punta Carretas - Palacio de la Luz.

## Recorridos
| Ida - Terminal Ciudadela - Juncal - Piedras - Florida - Cerro Largo - Mercedes - Avenida General Rondeau - General Francisco Caraballo - Avenida Agraciada - General Aguilar - Melo - General José María Luna - Avenida Millán - Blandengues - Arenal Grande - Justicia - Dr. Juan José de Amézaga - Avenida Garibaldi - Avenida Manuel Albo - Avenida Ricaldoni - Avenida Italia - Avenida Ricaldoni - Alfredo Navarro - Alejo Rosell y Rius - Avenida Rivera - Avenida Luis Alberto de Herrera - 26 de Marzo - José Ellauri - Bulevar Artigas - Terminal Punta Carretas | Vuelta - Terminal Punta Carretas - Bulevar Artigas - Ramón Fernández - José Ellauri - José María Montero - Gonzalo de Orgaz - Leyenda Patria - Juan Benito Blanco - 26 de Marzo - Avenida Luis Alberto de Herrera - General Galarza - Tiburcio Gómez - Avenida Rivera - Dolores Pereira de Rosell - Avenida Ramón Anador - Avenida Alfredo Navarro - Avenida Américo Ricaldoni - Avenida Italia - Avenida Garibaldi - Bulevar Artigas - Cuñapirú - Juan José de Amézaga - Justicia - Juan Carlos Patrón - Inca - Domingo Aramburú - Santa Fe - Paraguay - Avenida del Libertador - Uruguay - 25 de Mayo - Juncal - Terminal Ciudadela |

## Barrios
Circula por los barrios Ciudadela, Centro, La Aguada, Arroyo Seco, Reducto, Goes, Barrio Reus, La Comercial, La Blanqueada, Parque Batlle, Buceo, Pocitos Nuevo, Pocitos, Trouville, Villa Biarritz, Punta Carretas.

## Destinos intermedios
Ida
1. Avenida Rivera y Luis Alberto De Herrera

Vuelta
1. Palacio de la Luz
2. Estación Goes